# ’t Lage van de weg
't Lage van de weg (gron.  't Leege) – wieś w Holandii, w prowincji Groningen, w gminie Eemsmond. 